# Ceto medio

Il Bal au moulin de la Galette, dipinto impressionista di Pierre-Auguste Renoir, ritrae un momento di spensieratezza della piccola borghesia francese del XIX secolo

Il ceto medio o piccola borghesia o classe media (a cui ci si riferisce anche con l'anglicismo middle class) è la classe sociale, di varia definizione a seconda degli autori, composta da tutti quei gruppi che si collocano, per reddito o prestigio, in posizione intermedia nella gerarchia sociale, tra la classe superiore o dominante, i cui caratteri mutano a seconda delle epoche (aristocrazia, proprietari terrieri, borghesia industriale, finanziaria, professionale) e le classi inferiori: i lavori meno qualificati e retribuiti dell'industria, dell'agricoltura e dei servizi. I confini e gli elementi costitutivi del ceto medio restano comunque incerti e variano a seconda degli autori, esistendo in merito opinioni divergenti sulla posizione e il peso che esso ricopre nelle società industriali avanzate.

## Storia
Già nell'antichità Aristotele delineò la classe media come quella casta o gruppo che sta in mezzo fra coloro che posseggono molte sostanze e quelli che ne sono privi (Politica).
 Nel trattato Aristotele sostiene che la fine del ceto medio porti alla tirannide, passando per uno dei due opposti della democrazia violenta o del dominio dei ricchi oligarchi.
Una tesi analoga è stata riproposta in tempi recenti dal premio Nobel per l'economia Paul Krugman, il quale afferma che la grande crescita economica del dopoguerra negli Stati Uniti passò attraverso una riduzione della disuguaglianza dei redditi, con la creazione di una classe media prevalente in termini numerici e di importanza politico-sociale. Di tutti i fattori che determinano l'instaurazione e il consolidamento della democrazia, l'esistenza di una classe media non esigua, corollario di una contenuta disparità nella distribuzione del reddito, è il più potente.

### Prima accezione
Ai tempi della rivoluzione francese le classi sociali erano in linea di massima considerate tre: clero (alto e basso), nobiltà (con le sue diverse articolazioni) e Terzo Stato. In quest'ultimo rientravano le classi borghesi e popolari. Tra queste ultime, solo la borghesia influiva sull'organizzazione dello Stato.
Con la prima rivoluzione industriale, che vide la nascita dell'industria, alla borghesia, intesa come Terzo Stato, si affiancò il Quarto Stato: il proletariato, composto dalle famiglie degli operai che avevano il solo ruolo di forza lavoro.
Questo fu poco più che un cambio di termini, perché il benessere delle persone del proletariato cambiò relativamente poco: la fatica in fabbrica poteva essere la stessa, ma l'ambiente di lavoro era spesso meno salubre della campagna. Ciò, tuttavia, a causa anche della disagiata situazione di molti braccianti portò ugualmente una grande quantità di contadini a impiegarsi nelle fabbriche e a ingrandire gli ambienti urbani.
Fino all'Ottocento quindi per ceto medio si intendeva la borghesia (commercianti, piccoli imprenditori) che si distinguevano proprio dal proletariato.
Ad esempio, intorno alla fine del XVIII secolo, sui giornali inglesi si parla di un ceto medio identificandolo con i commercianti, imprenditori, avvocati e tutti quei professionisti che rappresentavano ormai il motore propulsivo del capitalismo nascente. Inoltre questi raggruppamenti sociali ormai erano in grado di scalzare l'antica aristocrazia anche dal ruolo di ago di orientamento del sistema politico.

### Accezione moderna
La nascita del ceto medio in senso moderno si ha invece con la redistribuzione dei benefici della seconda rivoluzione industriale alla parte meno abbiente della società, ovvero con la riduzione della disuguaglianza economica.
Non si tratta di un'operazione di filantropia, ma della creazione di un mercato di acquirenti che da proletari diventano consumatori: quindi si tratta di un nuovo ceto medio che, per così dire, si aggiunge al vecchio ancora esistente formato da coloro che posseggono i mezzi di produzione atti alla propria attività, inducendo, in tal modo, alla proliferazione delle definizioni di ceto medio; non è un caso se alcuni studiosi, come il sociologo tedesco Werner Sombart, si siano mostrati scettici sull'esattezza e veridicità di queste classificazioni.
Questo avviene perché l'industria, per giustificare la propria crescita, ha bisogno di un mercato di consumatori crescente, ed è possibile proprio perché l'automazione della catena di produzione consente un abbattimento dei costi di produzione e quindi dei prezzi al consumo, tale da consentire ad una fetta sempre più ampia di persone di accedere a beni prima riservati a pochi.
In termini di popolazione, il risultato netto è che se nell'Ottocento la borghesia era una classe intermedia, ma numericamente non dominante, nel secondo novecento il ceto medio diventerà la classe dominante numericamente, ed anche politicamente (almeno in via di principio nelle democrazie occidentali).
Un interessante aspetto secondario è che la riduzione dell'orario di lavoro si concilia con il fatto che per consumare il lavoratore ha bisogno anche di tempo e quindi dalle quattordici ore (o più) in fabbrica della prima era industriale si scende alle 40 ore settimanali (o meno) di oggi.
Questo effetto virtuoso, di aumento di ricchezza ed estensione del benessere a più persone, è considerato l'effetto positivo più importante del libero mercato.
L'effetto negativo potrebbe essere considerato il fatto di venire ridotti al ruolo di meri consumatori, come se la crescita economica fosse un fine a sé stesso e non orientata al miglioramento della vita di tutti, che nell'arco storico ne sarebbe stato un effetto collaterale.
È da sottolineare come alcuni sociologi, tra i quali Luciano Gallino, descrivano il nuovo ceto medio con il concetto di Classi di servizio, al servizio della dominante, che tende ad acquisire nel tempo un margine di autonomia rispetto al ceto alto.

## Sociologia
Il ceto medio si potrebbe identificare con quella classe o fascia sociale che occupi una posizione intermedia, per censo, prestigio, stile di vita e istruzione, rispetto agli altri gruppi sociali esaminati, quindi per esempio con l'assieme di quelle persone che, nella catena produttiva, contribuiscono al contempo alla produzione e al consumo, senza detenere parti fondamentali della stessa catena (come accade invece per gli imprenditori), e senza esserne largamente esclusi (come accade per gli incapienti che si limitano al consumo per sussistenza).
In questa categoria si ritrova facilmente il dipendente pubblico, il libero professionista, ma anche ad esempio un commerciante, nella misura in cui produce reddito per sé e pochi altri, laddove invece nel ceto alto ricade ad esempio l'industriale che produce reddito per sé e fornisce lavoro a molti altri, mentre nel ceto basso possiamo collocare un operaio o chi fatica a produrre gli elementi di sussistenza per sé.
In sostanza il ceto medio rappresenta anche la parte statisticamente più rilevante della popolazione. Proprio perché medio come in ogni popolazione normale è anche infatti il gruppo più popoloso, mentre le code della distribuzione (molto poveri e molto ricchi) sono numericamente meno rilevanti. Da questo deriva la particolare importanza politica (come bacino di voti) di questa classe sociale. Proprio per questo fatto, forse si può intendere anche che l'essere medio significhi anche fare media in termini di opinione.
Solitamente il fatto che uno stato annoveri una percentuale elevata di individui all'interno del ceto medio è indice di benessere dello stato e della popolazione stessa. In questi casi uscire dalla zona di povertà è relativamente semplice, non c'è presenza di barriere sociali. Al contrario nei paesi in cui non c'è la presenza del ceto medio si passa da situazioni di povertà e fatiscenza a situazioni di ricchezza e lusso. In questi stati i ricchi, in minoranza, attraggono a sé la maggior parte delle occasioni e opportunità di lavoro, benessere e salute.
L'importanza del ceto medio, soprattutto con il diffondersi dell'istruzione e dell'industrializzazione, è venuta progressivamente aumentando. Spesso gli è però mancata la consapevolezza di questa sua importanza e del suo preciso ruolo nella società moderna. Soprattutto in Italia, ciò ha portato talune forze conservatrici o reazionarie a strumentalizzarlo per una politica di difesa dei privilegi e dello status quo, sotto il pretesto della difesa della tradizione intesa in senso formalistico.
L'esempio più clamoroso, nella storia italiana, è stato quello del fascismo, che portò il ceto medio (in senso antico di borghesia, a metà strada tra aristocrazia e popolino) non a difendere i propri interessi e impegnarsi in un reale rinnovamento del Paese, ma nella difesa dei privilegi industriali e agrari, oltre che nell'opposizione all'emergente e temuta classe operaia.
Infine si può notare come la progressiva conversione di una parte del proletariato in ceto medio abbia, secondo l'opinione di alcuni studiosi, svuotato l'ideale comunista, realizzando una risoluzione incruenta del conflitto di classe, come se la terza via socialista, nascesse dalla memoria di questo ceto medio, un tempo proletariato.

Secondo l'opinione di altri studiosi, come per esempio i marxisti ortodossi (Lotta Comunista, etc.), il socialismo rappresenta un modello socioeconomico differente da quello attualmente diffuso in Occidente, e soprattutto il neoproletariato è sempre più diffuso presso le categorie dei nuovi immigrati allontanando, in tal modo, l'ipotesi di una società egualitaria.

### Schema di Paolo Sylos Labini
Lo schema proposto dall'economista Paolo Sylos Labini individua due grandi sottocategorie all'interno della classe media italiana, ovvero quella della piccola borghesia impiegatizia (pubblica e privata) e quella della classe media "relativamente autonoma", alla quale appartengono i proprietari dei cosiddetti mezzi di produzione (soprattutto coltivatori diretti, artigiani e commercianti), anche se in questa classificazione è incerta la collocazione di alcune figure professionali (clero, militari e i liberi professionisti).